# Masakra 9 kwietnia 1989 w Tbilisi
Masakra 9 kwietnia 1989 w Tbilisi – stłumienie przez wojska Zakaukaskiego Okręgu Wojskowego pokojowej demonstracji niepodległościowej Gruzinów, na Alei Rustawelego w Tbilisi.

## Tło wydarzeń
W końcu lat 80. XX wieku ruch antykomunistyczny i niepodległościowy w Gruzińskiej SRR stale przybierał na sile. Od początku kwietnia 1989 w Tbilisi, w szczególności na głównej ulicy miasta, Alei Rustawelego, przed siedzibą Rady Najwyższej republiki, stale odbywały się manifestacje o wydźwięku niepodległościowym. Liczba uczestników demonstracji osiągnęła ponad 10 tys. osób. Demonstranci wznosili hasła antyradzieckie, antyrosyjskie, niepodległościowe, domagali się utworzenia rządu tymczasowego suwerennej Gruzji, wycofania wojsk radzieckich z kraju. Na transparentach widoczne były hasła w językach gruzińskim i angielskim. Wśród uczestników protestu przeważały kobiety.
Centralne władze Związku Radzieckiego zdecydowały o siłowym stłumieniu protestu, przy użyciu wojska. Kierownictwo Komunistycznej Partii Gruzji wyraziło zgodę na takie rozwiązanie. Do Tbilisi skierowano wówczas 2 tys. żołnierzy, do miasta przybył także wiceminister obrony ZSRR. Przygotowania te sprawiły, że kierujący Komunistyczną Partią Gruzji Dżumber Patiaszwili wycofał wcześniejszą zgodę, nie miało to już jednak żadnego znaczenia. Do tłumienia manifestacji skierowano żołnierzy spoza Tbilisi, aby uniemożliwić jakąkolwiek próbę porozumienia między protestującymi a wojskiem.

## Przebieg masakry
9 kwietnia 1989, po północy, wojska Zakaukaskiego Okręgu Wojskowego kierowane przez gen. Igora Rodionowa zaczęły koncentrować się na Placu Lenina w pobliżu centrum gruzińskiej manifestacji. Następnie żołnierze wprowadzili transportery opancerzone w boczne ulice dochodzące do Alei Rustawelego. Zgromadzeni nie rozeszli się jednak, chociaż wzywał ich do tego patriarcha Gruzji Eliasz II.
W nocy nieuzbrojeni demonstranci zostali ostrzelani, zaatakowani przez żołnierzy pałkami, łopatkami saperskimi i gazem paraliżującym K-15, w tłum wjeżdżały także transportery opancerzone. Ofiarą pacyfikacji padło 19 osób, było także kilkuset rannych. Przeważająca liczba ofiar śmiertelnych udusiła się gazem. Wśród zabitych i rannych przeważały kobiety. Pacyfikacji dokonali żołnierze niebędący Gruzinami; gruzińska milicja zachowywała się biernie, niekiedy pomagała nawet demonstrantom uciekać i ewakuować rannych.

## Konsekwencje
Wiadomość o brutalnej pacyfikacji szybko rozeszła się po ZSRR i po innych państwach świata. Władze republikańskie nie były w stanie uspokoić nastrojów społecznych. Ostatecznie Biuro Polityczne Komunistycznej Partii Gruzji zwróciło się do byłego pierwszego sekretarza, Eduarda Szewardnadze, z prośbą o przyjazd do Tbilisi i przywrócenie porządku. Szewardnadze doprowadził do dymisji gruzińskiego premiera Zuraba Czcheidze oraz pierwszego sekretarza Dżumbera Patiaszwili.
Wydarzenia w Tbilisi przełożyły się na wzrost nastrojów antyrosyjskich i dążeń niepodległościowych w Gruzji.
Sprawę pacyfikacji badała radziecka komisja parlamentarna pod kierownictwem Anatolija Sobczaka, która doprowadziła do odwołania gen. Rodionowa ze stanowiska komendanta Zaukakaskiego Okręgu Wojskowego.